# Svenska mästerskapen i friidrott 1896
Svenska mästerskapen i friidrott 1896 var de första svenska mästerskapen i friidrott för herrar. Tävlingen hölls mellan 7 -10 augusti 1896 i Helsingborg.

## Tävlingen
Tävlingarna hölls på Sommarlustparken på området Fridhem i stadsdelen Raus plantering, arrangör var Helsingborgs Idrottsförbund efter att staden tilldelades värdskapet vid Svenska Idrottsförbundets möte 1895 i Göteborg. Förutom 12 friidrottsgrenar omfattade tävlingen även i brottning, tennis, tyngdlyftning, gång, fotboll (Svenska mästerskapet i fotboll 1896) och dragkamp. Totalt deltog manliga friidrottare från 14 klubbar, första SM för damer hölls 1927  i Lidköping.

## Medaljörer, resultat herrar
| gren                                 | vinnare                | förening            | resultat        |
| ------------------------------------ | ---------------------- | ------------------- | --------------- |
| Löpning 100 meter                    | Harald Andersson-Arbin | IS Lyckans Soldater | 10,8 sek        |
| Löpning 1500 meter                   | Paul Pehrsson          | Örgryte IS          | 4 min 57,4 sek  |
| Löpning 10 000 meter                 | Paul Pehrsson          | Örgryte IS          | 38 min 20,8 sek |
| Häcklöpning 100 meter                | Harald Andersson-Arbin | IS Lyckans Soldater | 19,0 sek        |
| Grenhopp                             | Theodor Andersson      | GAIS                | 2,29 m          |
| Höjdhopp                             | Nils Ericsson          | Örgryte IS          | 1,58 m          |
| Längdhopp                            | Harald Andersson-Arbin | IS Lyckans Soldater | 6,03 m          |
| Stavhopp                             | Erik Öhrling           | GAIS                | 2,56 m          |
| Diskuskastning kast bästa hand       | Carl E. Helgesson      | Örgryte IS          | 29,70 m         |
| Kulstötning båda händer sammanlagt   | Carl E. Helgesson      | Örgryte IS          | 18,28 m         |
| Släggkastning                        | Carl E. Helgesson      | Örgryte IS          | 27,30 m         |
| Spjutkastning båda händer sammanlagt | Harald Andersson-Arbin | IS Lyckans Soldater | 61,90 m         |